# Episodi di Hamburg Distretto 21 (tredicesima stagione)
La tredicesima stagione della serie televisiva Hamburg Distretto 21 è stata trasmessa in Germania sulla rete televisiva ZDF tra il 2018 e il 2019. In Italia va in onda, in prima visione, da martedì 9 marzo 2021 su Rete 4, alle 15.30 circa di ogni pomeriggio infrasettimanale ad eccezione del lunedì. Va però ricordato che Rete 4 ha più volte rimandato la messa in onda programmata degli episodi, tanto che Top Crime, canale che intanto replicava la stagione in differita, è riuscito a trasmettere gli ultimi tre in prima visione assoluta. Protagonisti della stagione sono le coppie di ispettori formate da Mattes Seeler (Matthias Schloo) e Melanie Hansen (Sanna Englund), Hans Moor (Bruno F. Apitz) e Franziska Jung (Rhea Harder), impegnati nella risoluzione dei diversi casi che si susseguono nei 26 episodi.
| nº | Titolo originale      | Titolo italiano               | Prima TV Germania | Prima TV Italia |
| -- | --------------------- | ----------------------------- | ----------------- | --------------- |
| 1  | Rattenburg            | L'infiltrato                  | 18 ottobre 2018   | 9 marzo 2021    |
| 2  | Vergebung             | Perdono                       | 25 ottobre 2018   | 10 marzo 2021   |
| 3  | Letzter Schritt       | L'ultimo passo                | 1 novembre 2018   | 11 marzo 2021   |
| 4  | Stegners letzter Coup | L'ultimo colpo di Stegner     | 8 novembre 2018   | 16 marzo 2021   |
| 5  | Einsame Entscheidung  | Decisione autonoma            | 15 novembre 2018  | 17 marzo 2021   |
| 6  | Au-pair               | Ragazza alla pari             | 22 novembre 2018  | 18 marzo 2021   |
| 7  | Wach auf!             | Svegliati!                    | 29 novembre 2018  | 23 marzo 2021   |
| 8  | Maskerade             | Mascherata                    | 6 dicembre 2018   | 24 marzo 2021   |
| 9  | Freitag, der 13.      | Venerdì 13                    | 13 dicembre 2018  | 25 marzo 2021   |
| 10 | Im Abseits            | Fuorigioco                    | 20 dicembre 2018  | 26 marzo 2021   |
| 11 | Die Sex-Party         | Sex party                     | 27 dicembre 2018  | 30 marzo 2021   |
| 12 | Feind und Helfer      | Nemico e soccorritore         | 3 gennaio 2019    | 31 marzo 2021   |
| 13 | Entführt              | Rapita (prima parte)          | 17 gennaio 2019   | 1 aprile 2021   |
| 13 | Entführt              | Rapita (seconda parte)        | 17 gennaio 2019   | 2 aprile 2021   |
| 14 | Das Buddelschiff      | La nave in bottiglia          | 24 gennaio 2019   | 6 aprile 2021   |
| 15 | SOKO Kiebitz          | Il testimone della speciale   | 31 gennaio 2019   | 7 aprile 2021   |
| 16 | Cybermobbing          | Mobbing                       | 7 febbraio 2019   | 13 aprile 2021  |
| 17 | Alleycat              | Alleycat                      | 21 febbraio 2019  | 14 aprile 2021  |
| 18 | Lebend wieder raus    | Se ne esce vivi               | 28 febbraio 2019  | 15 aprile 2021  |
| 19 | Unhappy Birthday      | Un compleanno indimenticabile | 7 marzo 2019      | 20 aprile 2021  |
| 20 | Der große Knall       | La grande esplosione          | 14 marzo 2019     | 21 aprile 2021  |
| 21 | Auf der Straße        | Sulla strada                  | 21 marzo 2019     | 22 aprile 2021  |
| 22 | Unzerbrechlich        | Infrangibile                  | 28 marzo 2019     | 4 maggio 2021   |
| 23 | Der Lehrer            | L'insegnante                  | 4 aprile 2019     | 5 maggio 2021   |
| 24 | Sechs Richtige        | La lotteria                   | 11 aprile 2019    | 6 maggio 2021   |
| 25 | Ich heiße Maja        | Mi chiamo Maja                | 18 aprile 2019    | 7 maggio 2021   |
| 26 | Daddy Cool            | Sei forte, papà!              | 25 aprile 2019    | 7 maggio 2021   |